# Сатаплія
Карстові печери Сатаплія  (груз. სათაფლიის კარსტული მღვიმეები) — група карстових  печер в Західній  Грузії, в  Цхалтубському муніципалітеті (Імеретія), в 10 км від Кутаїсі в північно-західному напрямку. Печери розташовані на території  Сатаплійського державного заповідника.

## Спелеологічна характеристика

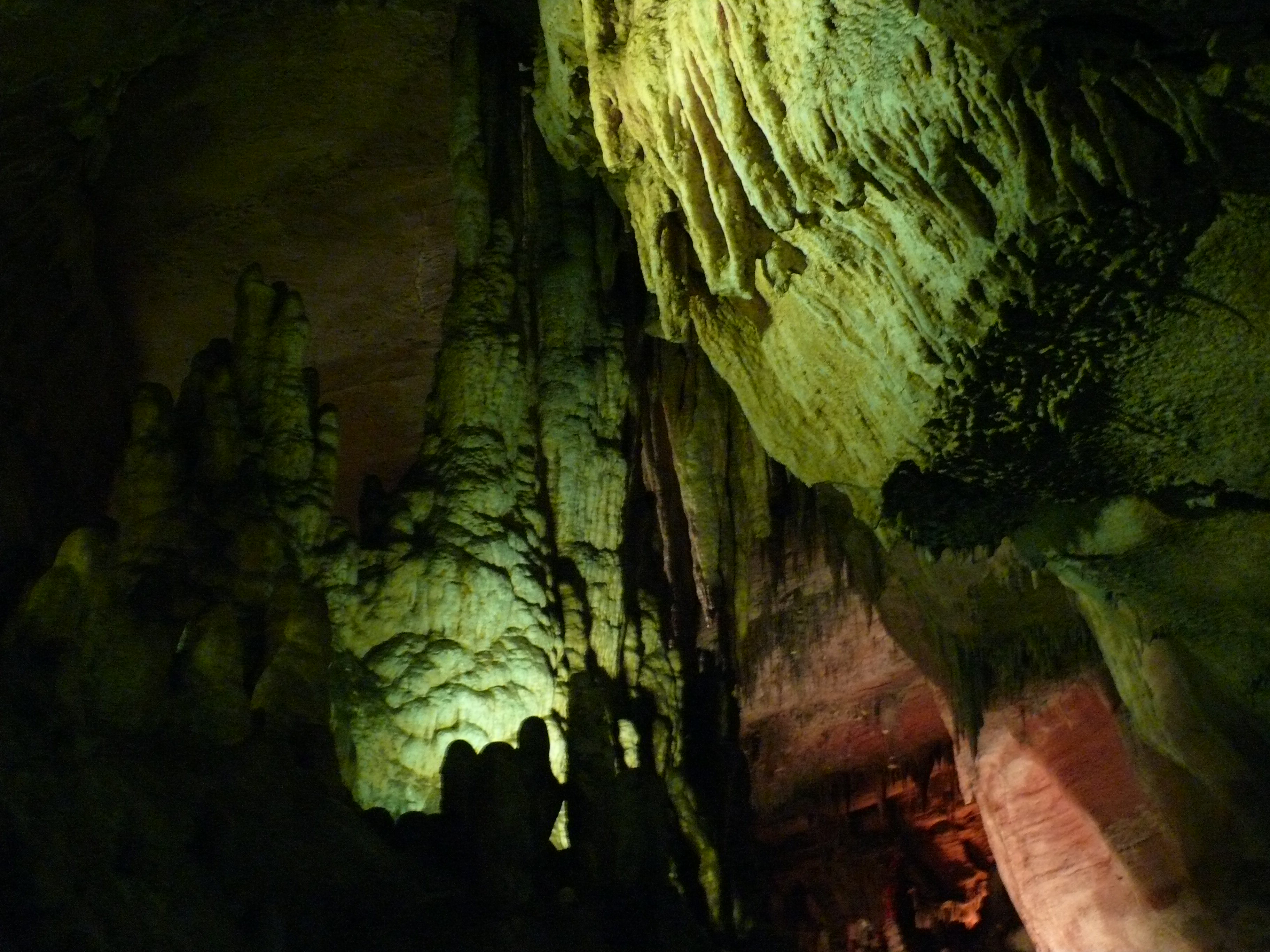
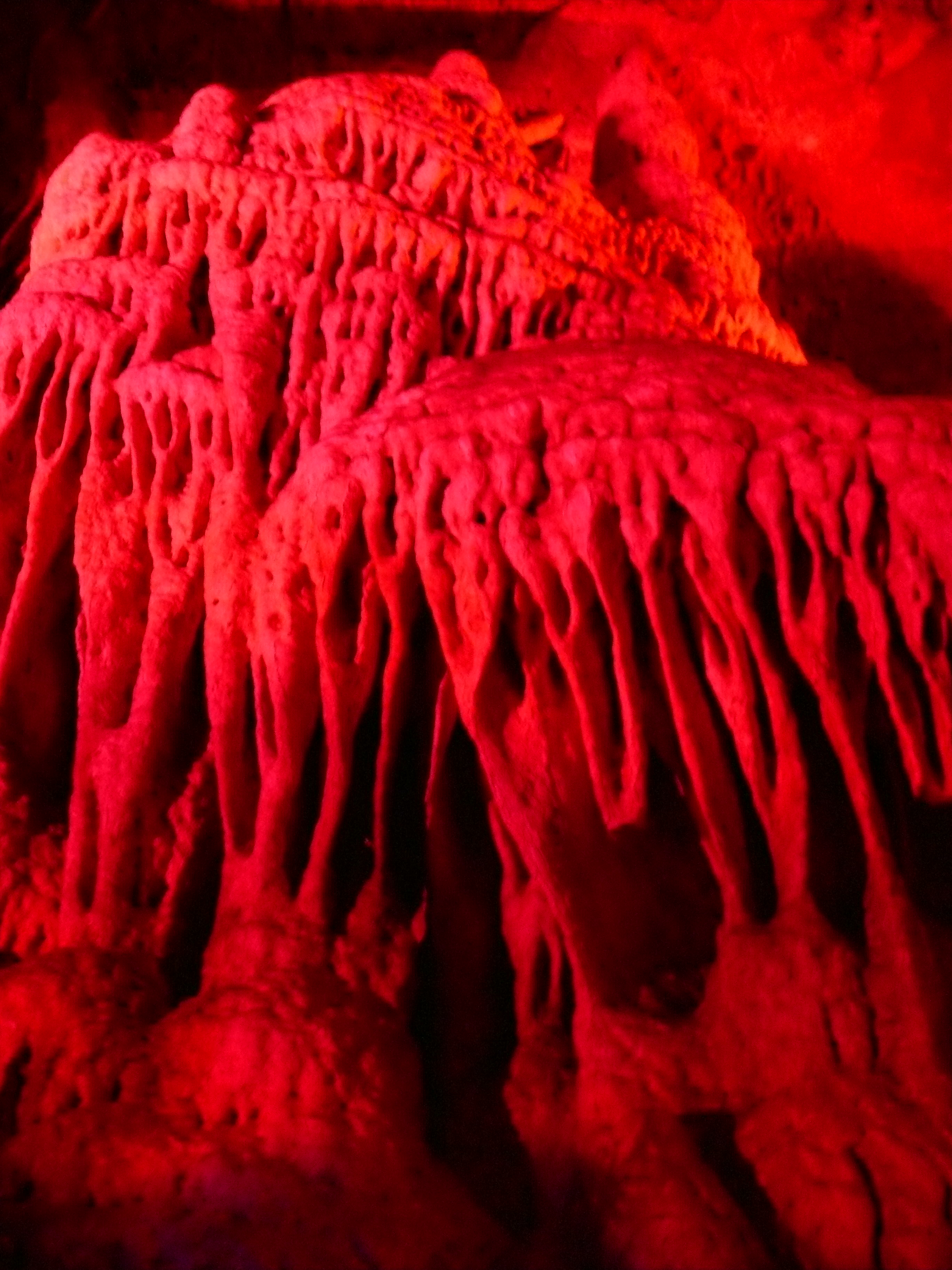
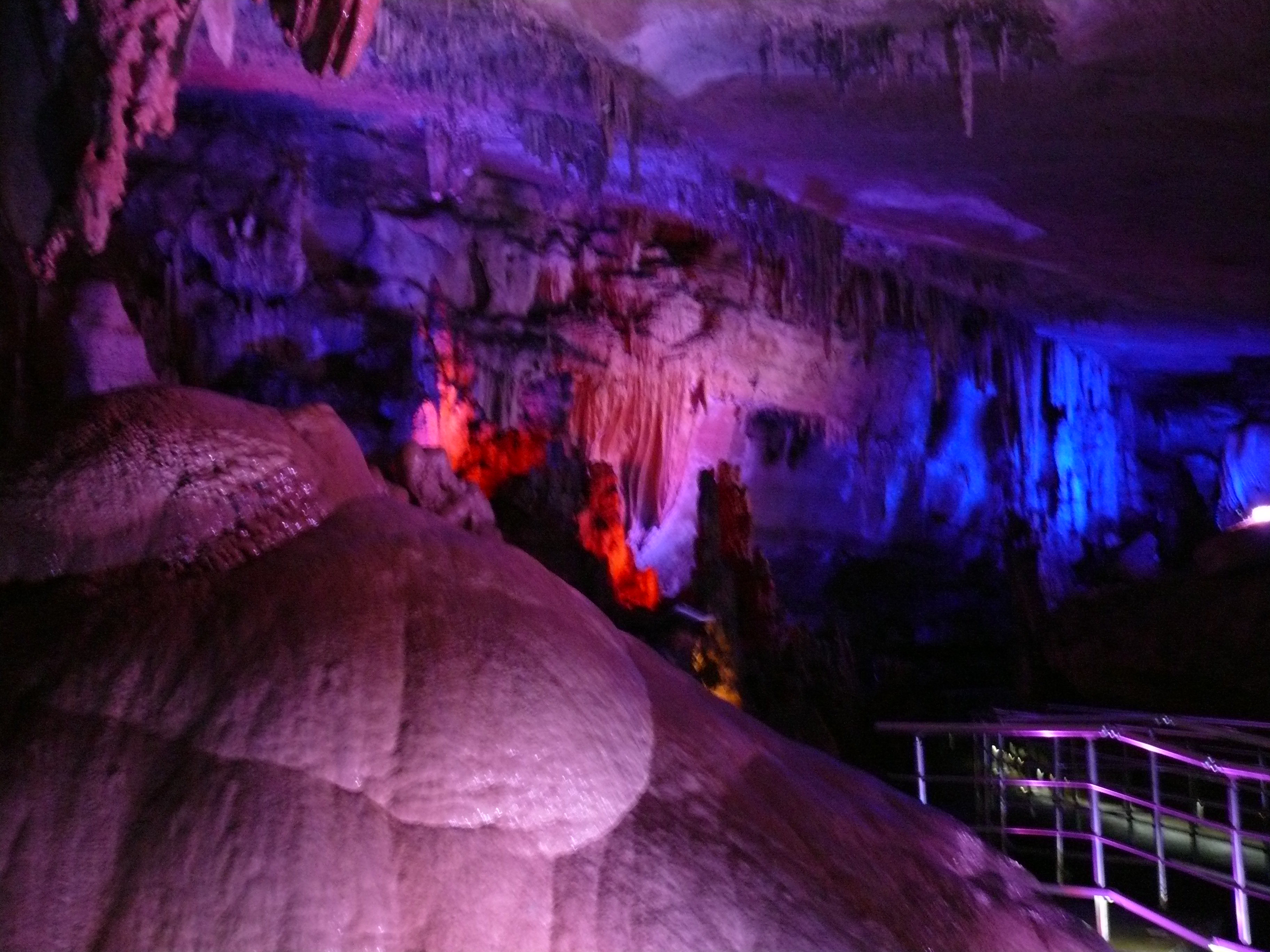

Абсолютна висота печер змінюється від 275 до 405 м. Багаті видами флори і фауни. На прилеглій території розташований колхідський ліс з реліктовими та ендемічними рослинами, а також слідами динозаврів.
З п'яти печер для доступу туристів відкрита тільки одна (№ 1).
Інститут Вахушті зібрав спелеологічну експедицію, якій було доручено дослідження печер на території Грузії, з тому числі і печери Сатаплія, які були досконало вивчені.
Сліди динозавра, які обчислюються десятками мільйонів років, мають значення світового масштабу і є одним з рідкісних пам'ятників старовини. Крім того поблизу знаходяться карстові печери, з прозорими сталактидами і сталагмітами.
У заповіднику «Сатапліа» збережений чудовий ліс, який займає площу приблизно 500 га. На сьогоднішні завершено широкомасштабні будівельні роботи, в рамках яких, за проектом біля печери, у скелястій околиці, на ділянці 210 м були зроблені обмежувальні перила. Залізну захисну установку, встановлену над слідами динозаврів, було замінено оригінальною дерев'яною конструкцією.

## Ресурси Інтернету
- Заповедник «Сатаплия», Следы динозавра, пещеры «Сатаплии» Чудова фототека
- Печера Прометея